# Actizona chuskae
Actizona chuskae är en skalbaggsart som beskrevs av Chandler 1985. Actizona chuskae ingår i släktet Actizona och familjen kortvingar. Inga underarter finns listade i Catalogue of Life.